# NGC 3113
NGC 3113 је спирална галаксија у сазвежђу Шмрк (Пумпа) која се налази на NGC листи објеката дубоког неба.
Деклинација објекта је - 28° 26' 41" а ректасцензија 10h 4m 26,0s. Привидна величина (магнитуда) објекта NGC 3113 износи 12,6 а фотографска магнитуда 13,3. Налази се на удаљености од 15,775 милиона парсека од Сунца. NGC 3113 је још познат и под ознакама ESO 435-35, MCG -5-24-21, UGCA 198, AM 1002-281, IRAS 10021-2812, PGC 29216.